# Bu Dżaba al-Burdż
Bu Dżaba al-Burdż (arab. بوجبع البرج, fr. Boudjebaa El Bordj)  – jedna z 52 gmin w prowincji Sidi Bu-l-Abbas, w Algierii, znajdująca się w północnej części prowincji, około 30 km na wschód od Sidi Bu-l-Abbas. W 2008 roku gminę zamieszkiwało 3126 osób. Numer statystyczny gminy w Office National des Statistiques d'Algérie to 2239.